# خلية خشائية
الخلايا الخشائية هي تجاويف مملوءة بالهواء داخل قسم الخشاء للعظم الصدغي للجمجمة. الخلايا الخشائية هي شكل من أشكال الفراغات الهوائية الهيكلية. تسمى العدوى في هذه الخلايا التهاب الخشاء. يشير مصطلح "الخلايا" إلى المساحات المغلقة، وليس الخلايا كوحدات بيولوجية حية.

## التشريح

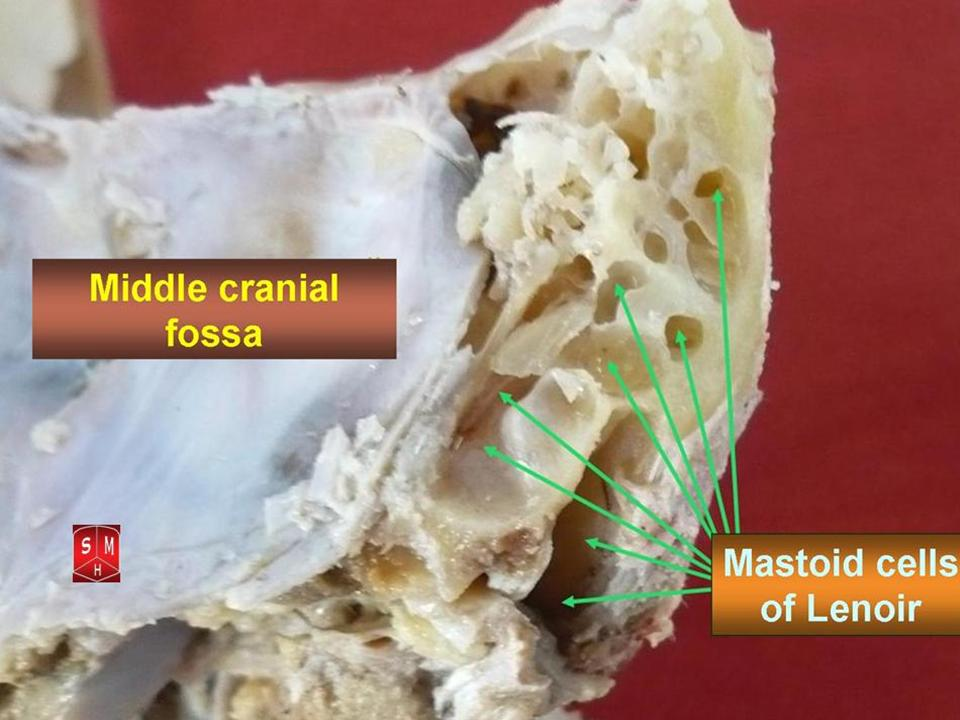
خلايا الخشاء

يظهر جزء من عملية الخشاء أنه مجوف إلى عدد من المساحات التي تظهر تنوعًا كبيرًا في حجمها وعددها. في الجزء العلوي والأمامي من العملية تكون كبيرة وغير منتظمة وتحتوي على هواء، ولكن في الجزء السفلي يتقلص حجمها، في حين أن تلك الموجودة في قمة العملية غالبًا ما تكون صغيرة جدًا وتحتوي على نخاع. في بعض الأحيان تكون غائبة تمامًا ويكون الخشاء صلبًا طوال الوقت.

## التطوير
عند الولادة، لا يكون الخشاء مضغوطًا بالهواء المضغوط، ولكنه يصبح مهوى قبل سن السادسة.

## الوظيفة
يُفترض أن خلايا الهواء تحمي العظم الصدغي والأذن الداخلية والوسطى من الصدمات ولتنظيم ضغط الهواء.

## الأهمية السريرية
يمكن أن تنتشر التهابات الأذن الوسطى بسهولة في منطقة الخشاء، مما يسبب التهاب الخشاء.

## روابط خارجية
- مقطع عرضي صني hn1-8